# Миколай I
Святий Миколай I Великий (лат. Nicolaus; ? — 13 листопада 867, Рим, Папська держава) — сто п'ятий папа Римський з 24 квітня 858 року по 13 листопада 867 року.

## Життєпис
Народився у Римі в сім'ї управителя Теодора. Після смерті Бенедикта III імператор Римської імперії Людовик II, який на той час перебував поблизу Рима, прибув до міста з метою вплинути на вибори папи. Миколай був обраний папою у присутності імператора. 25 квітня 858 року, в базиліці св. Петра відбулася його урочиста коронація (перша в історії папства). Від цього часу і впродовж 1000 років (в 1965 році Павло VI укинув її) потрійна корона — тіара — була символом папства. Три діадеми означали папську небесну, земну владу і владу над чистилищем. Через два дні після коронації Миколай I навідав імператора у його таборі, Людовик зустрів папу та вів його коня за вуздечку деякий час.
Микола I як і Лев I вважав, що папа Римський є наступником Ісуса Христа на землі та главою Церкви, а вчиняючи владу і опіку над усією Церквою, є вільний і незалежний від світської влади: Папа, оскільки його влада є духовною, може втручатись у справи держави, але імператор, оскільки його влада є тимчасовою, не може втручатись у справи Церкви. 
На прохання патріарха Ігнатія I, зміщеного з патріаршого престолу внаслідок політичних інтриг, Миколай I, втрутився у конфлікт між ним і Фотієм, проте свою мету досягнув аж через сім років, коли Фотія було зміщено з престолу, Ігнатія відновлено і на певний час між Східною та Західною церквами встановився мир. У відповідь патріарх Фотій у 867 році піддав критиці додаток Філіокве (додаток до Символу віри), який дедалі більше визнавався на Заході. Ці суперечки знаменували другий розкол між Західною та Східною церквами.